# 오픈엣지테크놀로지
오픈엣지테크놀로지 주식회사(영어: Openedges Technology)는 반도체 칩 설계를 하는 대한민국의 반도체 설계자산 (IP)기업이다.

## 제품
반도체의 핵심 설계도인 IP를 제작해 팹리스 업체에 공급하며 신경망처리장치(NPU), 고성능 메모리 시스템(PHY) 결합을 통한 IP 플랫폼을 구축하고 있다.

## 같이 보기
- 팹리스
- 파운드리

### 내용주
1. ↑  삼성전자 시스템 LSI사업부 출신